# 11109 Iwatesan
11109 Iwatesan este un asteroid din centura principală de asteroizi.

## Descriere
11109 Iwatesan este un asteroid din centura principală de asteroizi. A fost descoperit pe 27 octombrie 1995 la Ōizumi de Takao Kobayashi. El prezintă o orbită caracterizată de o semiaxă mare de 2,87 ua, o excentricitate de 0,06 și o înclinație de 1,1° în raport cu ecliptica.